# 冬眠 (电影)
《冬眠》（土耳其語：Kış Uykusu）是一部努里·比格·锡兰执导的土耳其电影，入围2014年戛纳电影节主竞赛单元，并获得最高荣誉金棕榈奖和国际影评人协会奖，成为继1982年的《生之旅》后第二部获金棕榈奖的土耳其电影。获得第27届欧洲电影奖最佳影片、导演和编剧三项提名。

## 剧情
本片讲述了退休演员艾登的生活，他在安纳托利亚中部经营着一家小旅馆，和年轻妻子尼哈尔生活在一起，但他们的感情已经不复当初。他的妹妹则沉浸在离婚不久的痛苦之中。随着冬天的到来，白雪覆盖大地，旅店成为他们的庇护所，同时也成了一座舞台，上演出各种悲欢离合······

## 角色
- Haluk Bilginer - Aydın, 前演员，现在是一名作家、旅馆老板和地主
- Demet Akbağ - Necla, Aydın的妹妹，她刚刚离婚
- Melisa Sözen - Nihal, Aydın年轻的妻子，热衷于慈善活动
- Ayberk Pekcan - Hidayet, Aydın的助理
- Tamer Levent - Suavi, Aydın的朋友
- Nejat İşler - İsmail, Aydın的房客，因失业而酗酒，态度傲慢
- Serhat Kılıç - Hamdi, İsmail的弟弟，态度温和
- Nadir Sarıbacak - Levent, 教师，Nihal的朋友
- Mehmet Ali Nuroğlu - Timur, 房客
- Emirhan Doruktutan - Ilyas, İsmail的儿子

## 制作
影片由导演的 NBC Film 与土耳其  Zeynofilm、德国 Bredok Film Production 和法国 Memento Films 联合出品，并获得Eurimages45万欧元的资助。在伊斯坦布尔的片场拍摄了四周，在安纳托利亚东南部取景拍摄了两个冬天月份。采用Sony F65摄像机拍摄。

## 评价
影展评审团主席简·坎皮恩表示：长达3个小时16分钟的影片曾让评委们害怕，以为中间会需要休息或者如厕来缓解，然后导演的节奏掌握很棒，完全被吸引，甚至希望可以看到影片更长。“影片中对于契可夫小说的精神演绎，我可以找到很多共鸣，这是一部完美的作品”。
烂番茄新鲜度88%，Metacritic上26家媒体综评87分，其中《华盛顿邮报》、《环球邮报》、《纽约每日新闻》、《综艺》、《乡村之音》等九家媒体给出满分。